# Halcuriidae
Halcuriidae is een familie uit de orde van de zeeanemonen (Actiniaria). De familie is voor het eerst wetenschappelijk beschreven door Carlgren in 1918. De familie omvat 2 geslachten en 7 soorten.

## Geslachten
- Carlgrenia Stephenson, 1918
- Halcurias McMurrich, 1893